# Neolimonia lawlori
Neolimonia lawlori is een tweevleugelige uit de familie steltmuggen (Limoniidae). De soort komt voor in het Neotropisch gebied.